# Cratere Achelous
Achelous è un cratere sulla superficie di Ganimede.